# Kiratpur
Kiratpur é uma cidade  no distrito de Bijnor, no estado indiano de Uttar Pradesh.

## Geografia
Kiratpur está localizada a 29° 31′ N, 78° 12′ L. Tem uma altitude média de 241 metros (790 pés).

## Demografia
Segundo o censo de 2001, Kiratpur tinha uma população de 55,310 habitantes. Os indivíduos do sexo masculino constituem 52% da população e os do sexo feminino 48%. Kiratpur tem uma taxa de literacia de 45%, inferior à média nacional de 59.5%: a literacia no sexo masculino é de 49% e no sexo feminino é de 39%. Em Kiratpur, 19% da população está abaixo dos 6 anos de idade.